# Гуляйгородок (Черкаський район)
Гуляйгородо́к — село в Україні, у Черкаському районі Черкаської області, у складі Степанківської сільської громади. У селі на 2001 рік мешкало 144 людини.
У 1858 році 101 десятину з 820 у селі придбав Станислав Желиховський.

## Населення

### Мовний склад
Рідна мова населення за даними перепису 2001 року:
| Мова       | Чисельність, осіб | Доля     |
| ---------- | ----------------- | -------- |
| Українська | 137               | 95,14 %  |
| Російська  | 6                 | 4,17 %   |
| Інше       | 1                 | 0,69 %   |
| Разом      | 144               | 100,00 % |

## Галерея

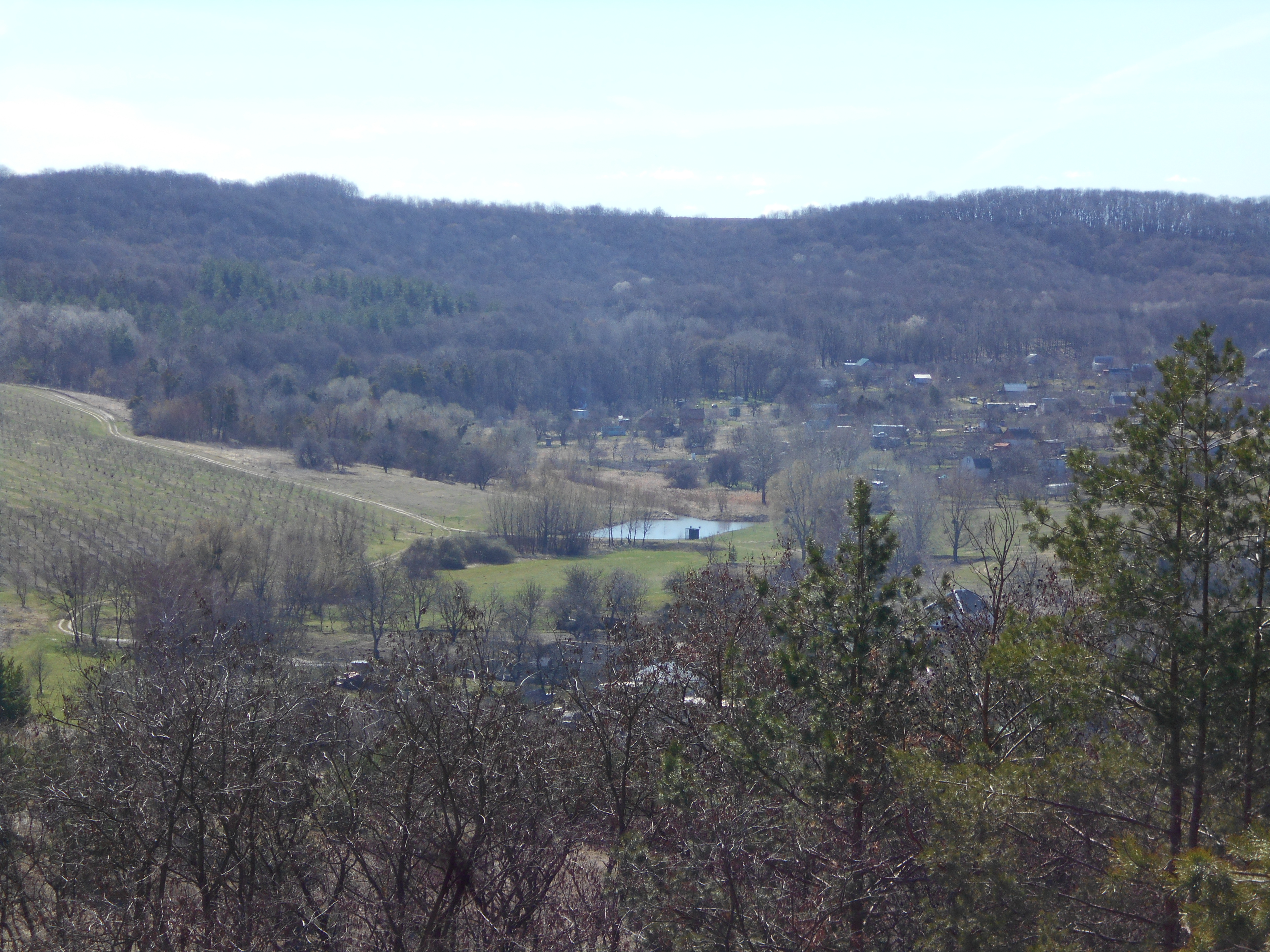
Краєвид села
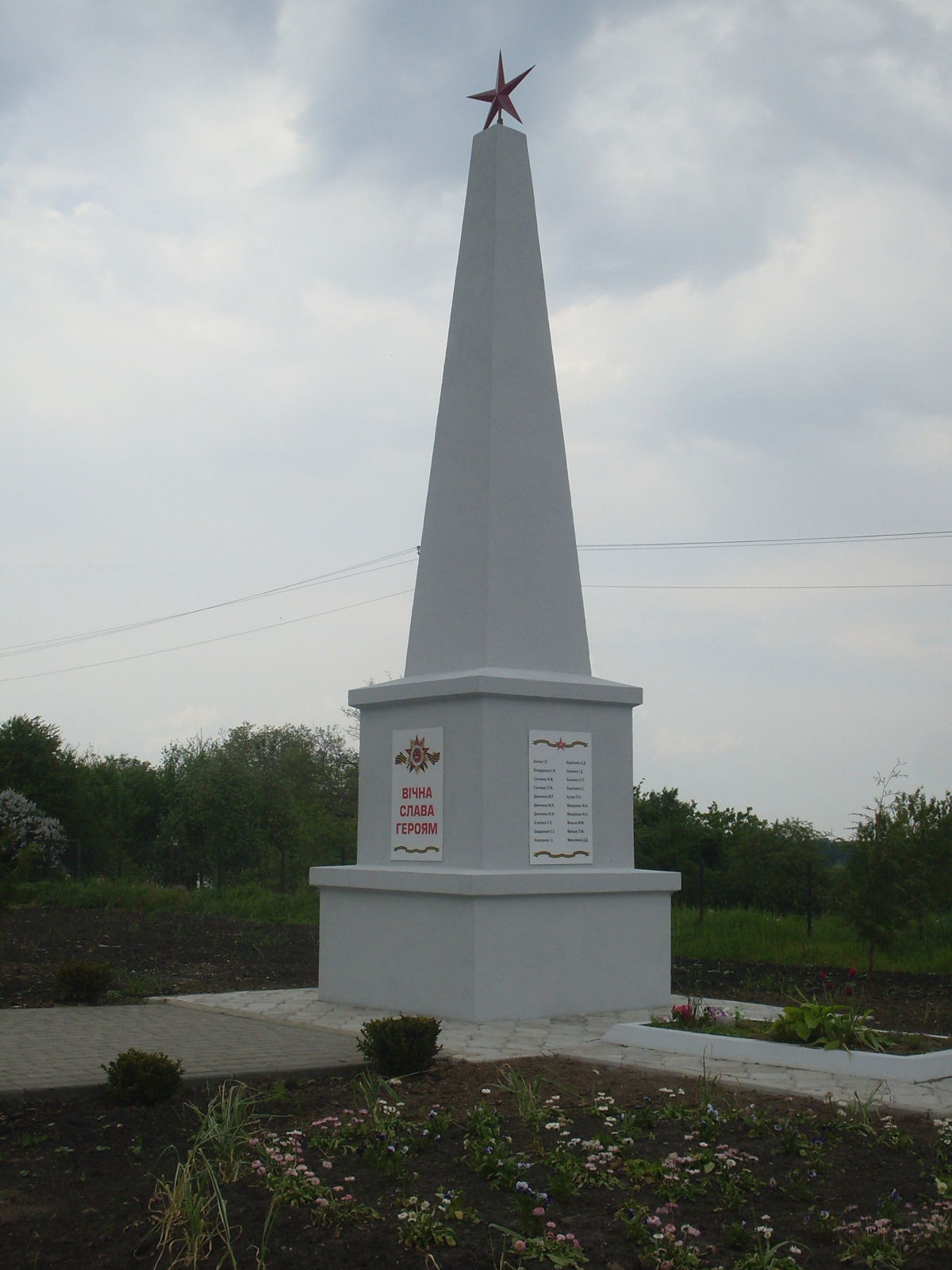
Пам'ятник воїнам-односельцям